# طارق اللموشي
طارق اللّموشي ولد بمدينة ماطر بتونس في 5 ديسمبر 1980. كاتب تونسي وهو مدرّب في تقنيّات واستراتيجيات التّواصل والمناصرة.

## سيرته الشّخصيّة
تحصّل طارق على الأستاذية في التسويق من معهد الدراسات التجارية العليا بقرطاج

## مؤلّفاته
- 2018: ديمنسيا، مجموعة قصصيّة تتألّف من 9 قصص[4]، دار بوب ليبريس للنّشر.
- 2019: أنسومنيا، مجموعة قصصيّة تتألّف من 12 قصّة، دار بوب ليبريس للنّشر.[5]
- 2021: مدينة الأسوار الثّلاثة، سلسلة ايماجيتوس، دار بوب ليبريس للنّشر.[6]
- 2021: غابة الضّباع، سلسلة ايماجيتوس، دار بوب ليبريس للنّشر.
- 2021: عابرو الظّلام: سلسلة ايماجيتوس، دار بوب ليبريس للنّشر.